# Église Saint-Germain de Saint-Germain-le-Vasson
L'église Saint-Germain de Saint-Germain-le-Vasson est une église catholique située à Saint-Germain-le-Vasson, en France.

## Localisation
L'église est située dans le département français du Calvados, sur la commune de Saint-Germain-le-Vasson. 

## Historique
L'édifice date en partie du XIVe pour sa partie inscrite, le  clocher. La nef et le chœur sont datés quant à eux du XIXe siècle.
Le clocher de l'édifice est inscrit au titre des monuments historiques le 19 septembre 1928.

## Galerie

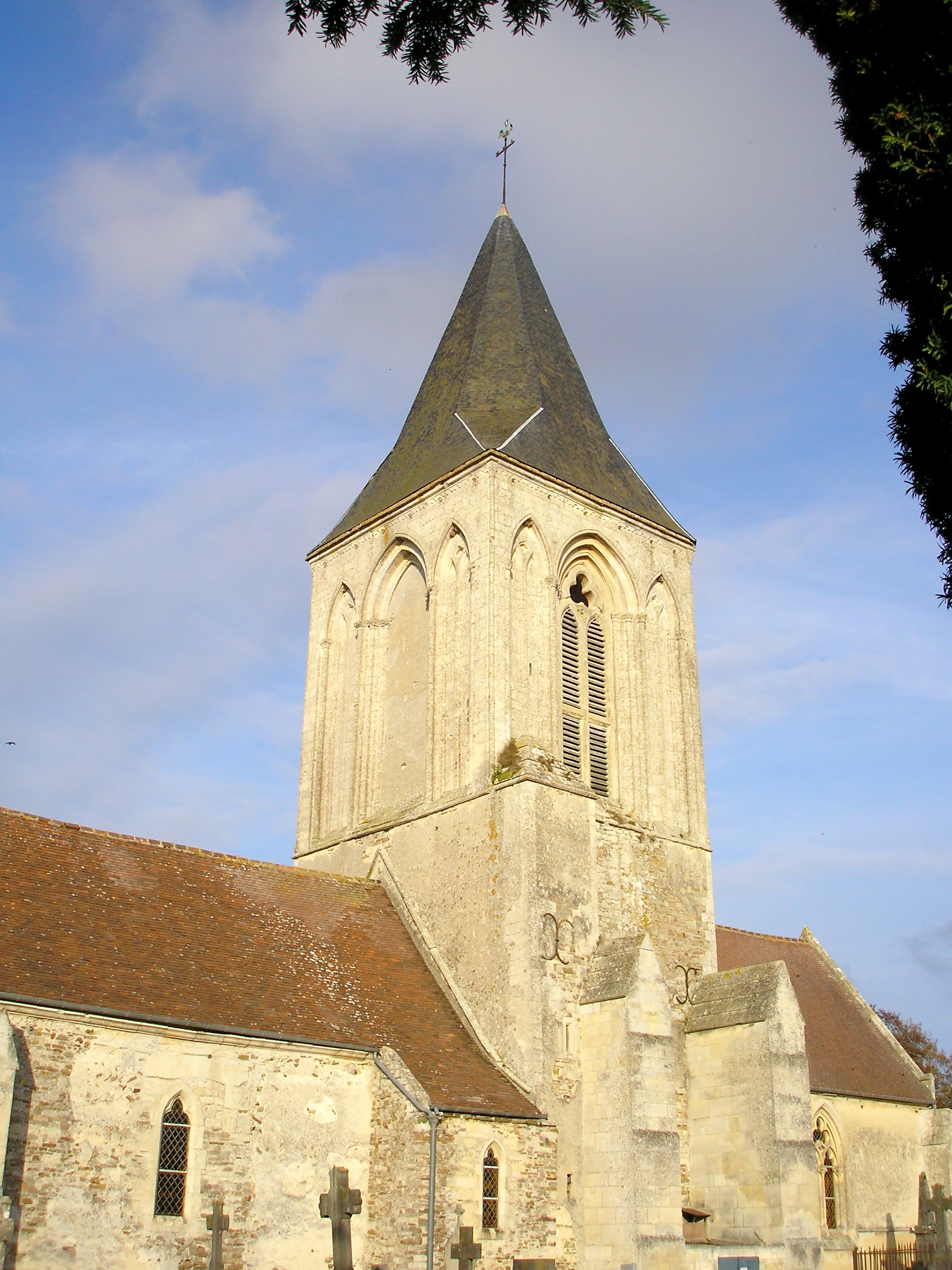
Clocher de l'église Saint-Germain
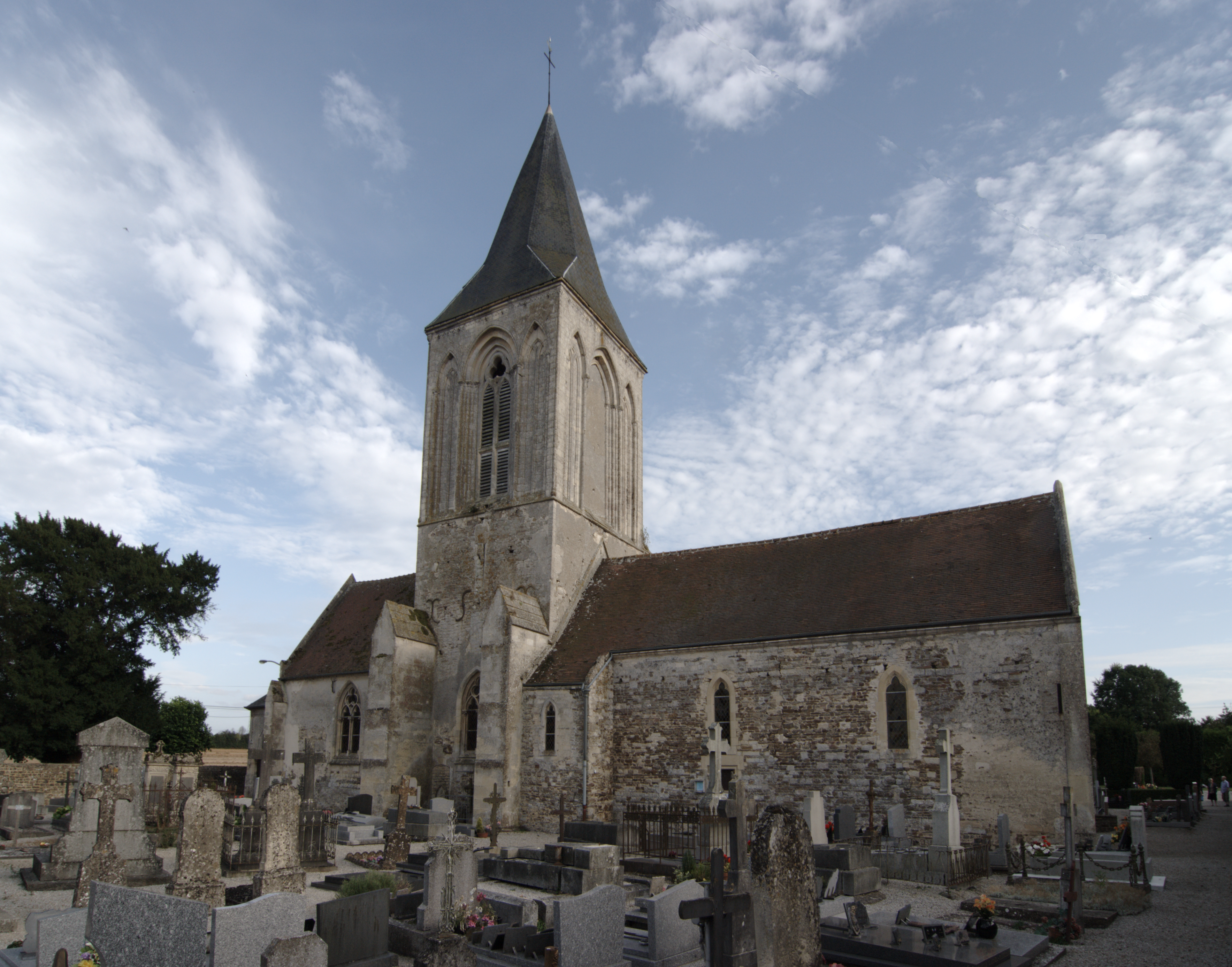
Autre vue extérieure de l'édifice